# La Sarita (Santa Fe)
La Comuna de La Sarita se encuentra en el noreste de la provincia de Santa Fe, en el departamento General Obligado, a 47 km de Reconquista y a 354 de la capital provincial.

## Santo Patrono
- Encarnación del Señor, festividad: 25 de octubre

## Población
Cuenta con 1,729 habitantes (Indec, 2010), lo que representa un descenso frente a los 1,985 habitantes (Indec, 2001) del censo anterior.

## Ciudades y localidades cercanas
~Ciudades cercanas:
•Reconquista
•Avellaneda
~Localidades cercanas:
•Nicanor E. Molinas
•El Arazá

## Parroquias de la Iglesia católica en La Sarita
| Diócesis  | Reconquista              |
| --------- | ------------------------ |
| Parroquia | La Encarnación del Señor |